# Brebenescul
Brebenescul (în ucraineană Бребенескул) este al doilea pisc ca înălțime (2.038 m) al Munților Maramureșului, totodată al doilea punct de pe teritoriul Ucrainei. Muntele face parte din subunitatea numită Masivul Negru (în așa-numiții Carpați Păduroși), la granița regiunilor Transcarpatia și Ivano-Frankivsk.

## Cei mai înalți munți din Ucraina
Cele mai înalte puncte de pe teritoriul Ucrainei, în mare parte au rămas să poarte toponimia românească, după cum se poate vedea:
- Hovârla, 2.061 m.
- Muntele Negru, 2.022 m.
- Pietrosul, 2.020 m.
- Gutin Tomnatic, 2.016 m.
- Muncel, 1.998 m.
- Turcul, 1.933 m.
- Brescul, 1.911 m.